# Олександрівка (Катеринівська сільська громада)
Олекса́ндрівка — село в Україні, у Катеринівській сільській громаді Кропивницького району Кіровоградської області. Населення становить 22 особи.

## Історія
За даними 1894 року у селі Олександрівка (Гільдесгеймер, Балєєва) Володимирської волості Єлисаветградського повіту Херсонської губернії мешкало 410 особи (76 чоловічої статі та 77 — жіночої), налічувалось 23 дворових господарства.

## Населення
Згідно з переписом УРСР 1989 року чисельність наявного населення села становила 170 осіб, з яких 76 чоловіків та 94 жінки.
За переписом населення України 2001 року в селі мешкали 22 особи.

### Мова
Розподіл населення за рідною мовою за даними перепису 2001 року:
| Мова       | Відсоток |
| ---------- | -------- |
| українська | 90,91 %  |
| молдовська | 4,55 %   |
| російська  | 4,55 %   |